# Liste der Monuments historiques in Mespuits
Die Liste der Monuments historiques in Mespuits führt die Monuments historiques in der französischen Gemeinde Mespuits auf.

## Liste der Bauwerke
| Bezeichnung                 | Beschreibung | Standort | Kennzeichnung | Schutzstatus | Datum | Bild |
| --------------------------- | ------------ | -------- | ------------- | ------------ | ----- | ---- |
| Portal der Kirche St-Médard |              | (Lage)   | PA00087956    | Inscrit      | 1926  |      |

## Liste der Objekte
- Monuments historiques (Objekte) in Mespuits der Base Palissy des französischen Kultusministeriums